# Parasagitta euneritica
Parasagitta euneritica är en djurart som tillhör fylumet pilmaskar, och som först beskrevs av Alvarino 1962.  Parasagitta euneritica ingår i släktet Parasagitta och familjen Sagittidae. Inga underarter finns listade i Catalogue of Life.